# Megamax
Megamax a fost un canal de televiziune de desene animate și seriale reale adresat copiilor și tinerilor cu vârste cuprinse între 7 și 14 ani, lansat pe 19 noiembrie 2012 din România, distribuit de AMC Networks International. Canalul s-a închis pe 1 ianuarie 2020, ultima emisie fiind un episod din Școala de dans, care, după ce un ident s-a difuzat, frecvența a fost înlocuită cu cea a canalului JimJam. 

## Istoric

### Varianta în română
Canalul este dublat integral în limba română și a fost difuzat timp de 6 ore, zilnic, în intervalul orar 14.00-20.00. Din ianuarie 2013, Megamax a crescut cu 3 ore, iar începând din aprilie, Megamax a început să fie difuzat pe parcursul întregii zile și apoi aproape non-stop de la 06:00 până la 03:00.
De asemenea, potrivit AMC Networks International, Megamax este prima televiziune pentru copii și tineri care aduce un conținut de programe cu teme sportive. Structura programelor a fost concepută ținând cont de nevoile identificate în nișa de profil.
Înainte ca Sport 1 să fie închis, Megamax a început să se difuzeze de la 07:00 la 22:00.

### Varianta internațională
Din 5 noiembrie 2014, Megamax a fost schimbat într-o variantă internațională. În aceeași dată, Sport 1 a fost închis pentru că Megamax a început să emită 24 de ore din 24.
Pe 4 noiembrie 2019 s-a anunțat că televiziunea Megamax se va închide începând cu 1 ianuarie 2020.
Din 30 decembrie 2019, Megamax a fost înlocuit de JimJam în grila RCS & RDS și apoi mai târziu în 1 ianuarie 2020 a fost total înlocuit de JimJam.
Din 2 ianuarie 2020, JimJam își încetează emisia pe frecvența canalului Megamax, afișând un mesaj despre încetarea transmisiunii Megamax. Emisia a reluat în cel mai scurt timp.